# Heudicourt, Eure
Heudicourt är en kommun i departementet Eure i regionen Normandie i norra Frankrike. Kommunen ligger i kantonen Étrépagny som tillhör arrondissementet Les Andelys. År 2022 hade Heudicourt 723 invånare.

## Befolkningsutveckling
Antalet invånare i kommunen Heudicourt
Referens:INSEE